# Trnovska Vas
Trnovska Vas là một khu tự quản (tiếng Slovenia: občine, số ít – občina) trong vùng Podravska của Slovenia. Trnovska Vas có diện tích 22.9 km2, dân số là theo điều tra ngày 31 tháng 3 năm 2002 là 1208 người. Thủ phủ khu tự quản Trnovska Vas đóng tại Trnovska vas.